# Gefallenen-Ehrenmal (Wilkenburg)

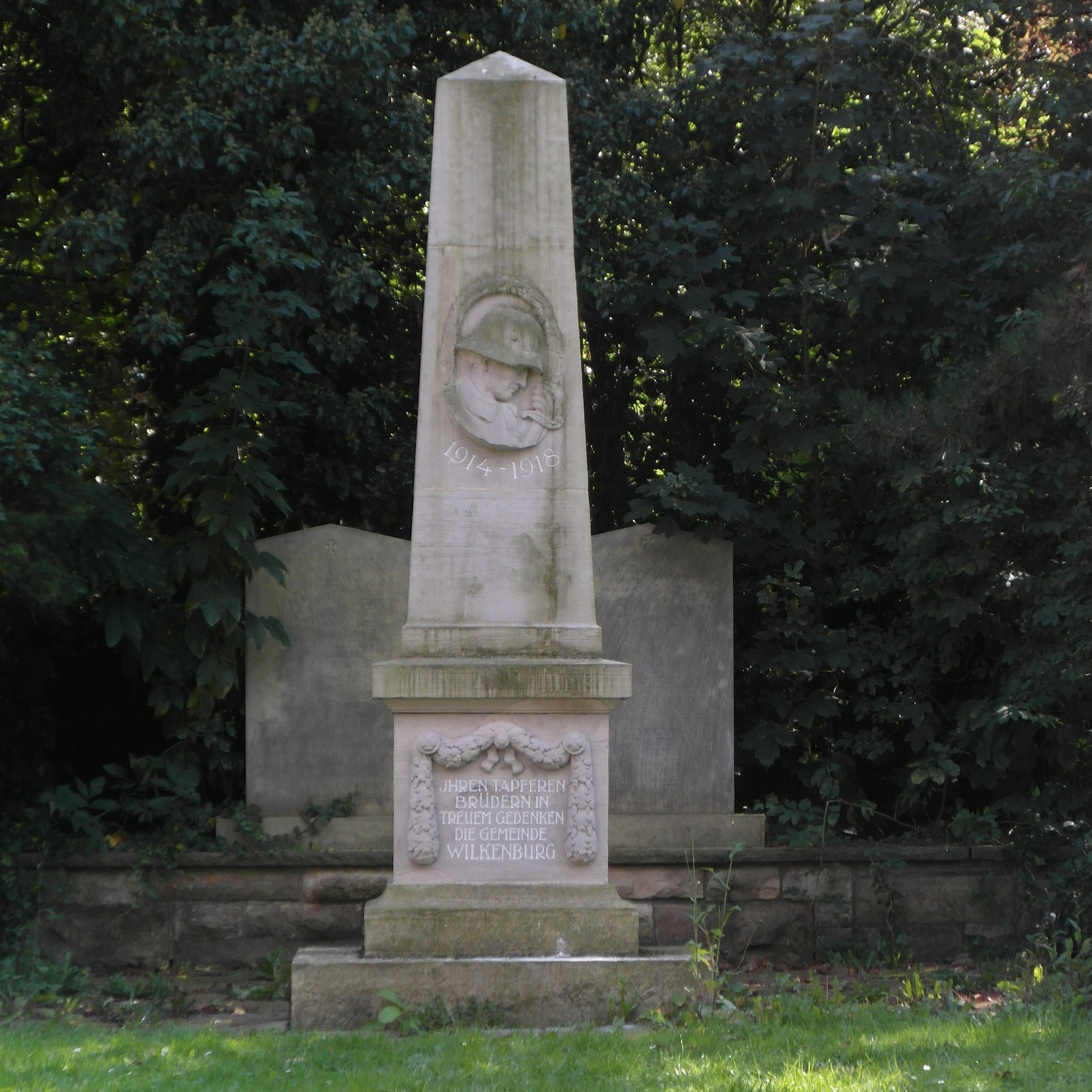
Das Wilkenburger Ehrenmal

Das Gefallenen-Ehrenmal ist ein denkmalgeschütztes Kriegerdenkmal in Wilkenburg, einem Stadtteil von Hemmingen in der Region Hannover in Niedersachsen.
Am Ehrenmal findet am Volkstrauertag die jährliche Gedenkveranstaltung mit Kranzniederlegung zum Gedenken der Opfer beider Weltkriege, der Verfolgung und Vertreibung statt.

## Beschreibung

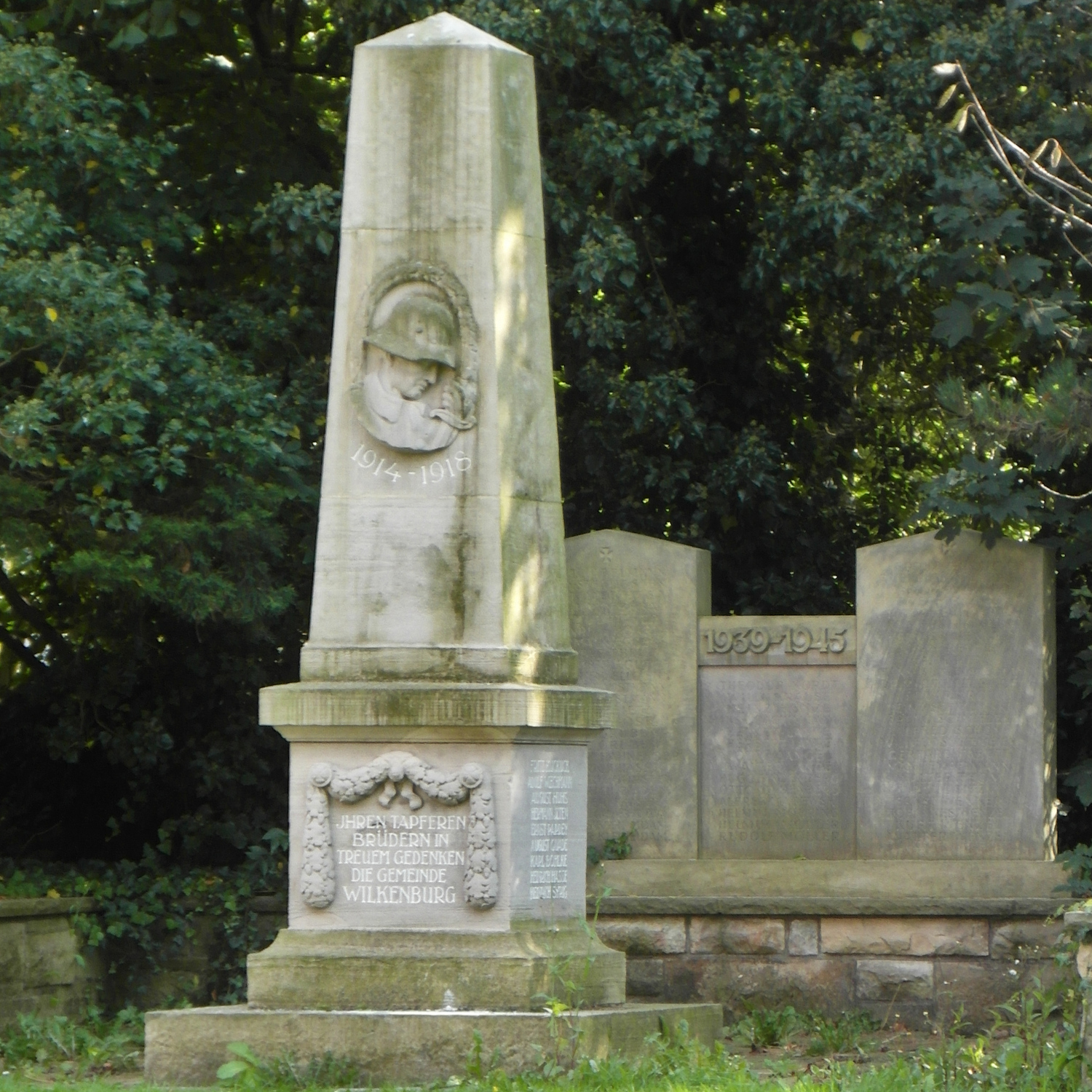
Hinter dem Obelisken die Gedenktafeln zum Zweiten Weltkrieg

Das Ehrenmal steht an der Kirchstraße vor der Wilkenburger St.-Vitus-Kirche.
Auf einem mehrstufigen Unterbau steht ein Obelisk. Der Mittelteil des Obelisken ist mit dem erhabenen Relief eines behelmten Soldatenkopfs und der Inschrift 1914–1918 versehen.
Der große Sandsteinquader im Unterbau ist auf der Vorderseite mit einem herausgearbeiteten Ehrengirlanden-Relief verziert. Es umrahmt die Inschrift
IHREN TAPFEREN
BRÜDERN IN
TREUEM GEDENKEN
DIE GEMEINDE
WILKENBURG
Weitere Inschriften an den Seiten nennen jeweils Name und Vorname für 17 Gefallene des Ersten Weltkriegs.
Hinter dem Obelisken sind Steintafeln mit den Namen und Vornamen von 63 Gefallenen des Zweiten Weltkriegs aufgestellt.

## Kriegsgräberstätten in Wilkenburg
Auf dem Friedhof von Wilkenburg ruhen laut Volksbund Deutsche Kriegsgräberfürsorge zwei Kriegstote.